# 幹部上級課程
幹部上級課程（かんぶじょうきゅうかてい、英語：Advance Officer's Course; AOC）とは、陸上自衛隊幹部自衛官の中でも三等陸佐昇任志願者の必修課程である。ただし、昇任希望かどうかに関わらず幹部拝命後5～6年が経過した幹部自衛官は陸上幕僚長が認めるものを除き履修しなければならない。

## 教育の概要
陸上自衛隊
幹部任官からおおむね5～6年が経過すると各職種学校で中級の指揮官及び幕僚等として必要な知識及び技能を修得する。教育期間は約半年。教育終了後は主に中隊長、大隊の幕僚等として勤務する。医官など一部の職種を除き3等陸佐への昇任は本課程の修了が必須条件となる。また、本課程修了後はCGS、TAC、FOC等の選抜試験の受験資格を得ることができこれらの試験に合格した者はさらに上位の指揮官等として勤務する道が開かれる。入校要件は入校の時点で50歳未満の1等陸尉または2等陸尉である。
航空自衛隊
本課程に相当するものとして航空自衛隊幹部学校に「幹部普通課程」が置かれている。同課程は1尉～2尉を対象に約12週をもって幹部自衛官としての資質の向上及び中級指揮官及び幕僚として必要な基礎的知識・技能を修得させる。航空自衛隊の指揮幕僚課程学生を受験するためには、本課程の修了が条件となっている。